# عامل مكافئ
العامِل المُكافئ (بالإنجليزية: Reducing equivalent)‏ في الكيمياء الحيوية يَدل على أي نوع كيميائي يَنقل ما يُكافئ إلكترون واحد في تفاعلات الأكسدة والاختزال، ومن الأمثلة على العامِل المُكافئ:
- الإلكترون المُفرد (كتلك الموجودة في التفاعلات التي تتضمن أيون فلز).
- ذرة هيدروجين (تتكون من بروتون وَإلكترون).
- أيون الهيدريد: ويحمل إلكترونين (كما يَحصل في التفاعلات التي تتضمن ناد).

## المَراجع
1. ↑  Jain، J.L. (2004). Fundamentals of Biochemistry. S. Chand. ISBN:81-219-2453-7.